# Viva Europa!
Viva Europa! ist ein deutscher Spielfilm des niederländischen Regisseurs Edwin Brienen aus dem Jahr 2009. Der Film wurde im Rahmen der “20 Jahre Mauerfall” Aktivitäten gedreht und feierte am 8. November 2009 Premiere in der Berliner Volksbühne. Joachim Witt, auch in einer kurzen Rolle zu sehen, schrieb das Endlied für den Film.

## Handlung
Viva Europa! spielt am 9. November 2009, zwanzig Jahre nach dem Mauerfall. Nachdem Zirkusclown Jonathan (Godehard Giese) gefeuert wird, trifft er die polnische Prostituierte Olga (Agnieszka Rozenbajgier). Sie verbringen die Nacht in einem Hotelzimmer und rekapitulieren dort zwanzig Jahre Europäische Einheit. Während Jonathan im Schatten der Berliner Mauer einen hysterisch-politischen Monolog über Kommunismus hält, droht Zirkusdirektor Yakov (Hendrik Arnst) die Ausweisung. Olgas osteuropäische Zuhälter bedrängen die Hure Lola (Laura Tonke) und beschließen indes Rache an Olga zu üben, die ihre Verpflichtungen nicht nachgekommen ist.

## Hintergrund
- Agnieszka Rozenbajgier singt im Film ein Neuinterpretation des Cicciolina Songs „Labbra“.
- Der Film wurde im Mai 2011 von Filmfreak Distribution in den Beneluxländern auf DVD veröffentlicht.